# 톰 홀 (야구인)
토머스 에드워드 홀(Thomas Edward Hall, 1947년 11월 23일~)은 미국의 프로 야구 선수이다. 1968년부터 1977년까지 메이저 리그 베이스볼(MLB)에서 좌완 투수로 뛰었다. 선수 시절 183cm와 68kg의 체격을 갖추고 있었으며, 마른 체형으로 인해 "더 블레이드"(the Blade)라는 별명으로 불렸다.

## 어린 시절
홀은 미국 노스캐롤라이나주 토머스빌 태생으로, 캘리포니아주 리버사이드에 있는 라모나 고등학교를 다녔다. 1966년에 리버사이드 시티 칼리지를 졸업했다.

## 선수 경력
홀은 1966년 메이저 리그 1월 드래프트에서 미네소타 트윈스의 지명을 받았다.
홀은 메이저 리그의 미네소타 트윈스, 신시내티 레즈, 뉴욕 메츠, 캔자스시티 로열스에서 선수로 뛰었다. 1971년 12월 3일에 미네소타 트윈스의 홀과 신시내티 레즈의 웨인 그레인저를 교환하는 트레이드가 성사되었다.
이후 홀은 빅 레드 머신이라는 별명으로 불렸던 신시내티 레즈의 전성기 시절에 선수단의 일원으로 함께하며 두 차례 내셔널 리그 서부 지구 우승과 한 차례 내셔널 리그 우승을 경험했다. 캔자스시티 로열스 소속이던 1977년 5월 21일 클리블랜드 인디언스와의 홈경기에서 팀의 네 번째 투수로 나서 1+1⁄3이닝 무피안타 1볼넷 2탈삼진 무실점을 기록했는데, 이 경기가 홀의 메이저 리그 마지막 경기가 되었다. 통산 성적은 358경기에 출전해 852+2⁄3이닝 동안 52승 33패, 32세이브, 797탈삼진, 3.27의 평균자책점을 나타냈다.
야구계를 떠난 뒤에는 로어(Rohr, Inc.)에서 관리자로 일했고, 1981년에 해고된 뒤에는 우정청 소속 우편배달부로 20년간 일하다 은퇴했다.